# آرسنیک پنتاکلرید
آرسنیک پنتاکلرید (به انگلیسی: Arsenic pentachloride) با فرمول شیمیایی AsCl۵ یک ترکیب شیمیایی است؛ که جرم مولی آن ۲۵۲٫۱۸۶۶ g/mol می‌باشد.